# لنکی
لنکی (به لاتین: Lenki) یک منطقهٔ مسکونی در روسیه است که در سرزمین آلتای واقع شده‌است.